# Асахи (Ямагата)
Асахи (яп. 朝日町 Асахи-мати) — посёлок в Японии, находящийся в уезде Нисимураяма префектуры Ямагата. Площадь посёлка составляет 196,73 км², население — 7309 человек (1 августа 2014), плотность населения — 37,15 чел./км².

## Географическое положение
Посёлок расположен на острове Хонсю в префектуре Ямагата региона Тохоку. С ним граничат город Нагаи и посёлки Оэ, Нисикава, Яманобе, Сиратака, Огуни.

## Население
Население посёлка составляет 7309 человек (1 августа 2014), а плотность — 37,15 чел./км². Изменение численности населения с 1980 по 2005 годы:
| 1980 | 11 109 чел. |  |
| 1985 | 10 875 чел. |  |
| 1990 | 10 417 чел. |  |
| 1995 | 9819 чел.   |  |
| 2000 | 9337 чел.   |  |
| 2005 | 8593 чел.   |  |

## Символика
Деревом посёлка считается Fagus crenata, цветком — Lilium rubellum, птицей — Parus varius.